# Bundesliga de 1995–96
A Primeira Divisão da Bundesliga de 1995–96, denominada oficialmente de Fußball-Bundesliga 1995-1996, foi a 33.ª edição da principal divisão do futebol alemão. O campeão foi o Borussia Dortmund que conquistou seu 5º título na história do Campeonato Alemão.

## Premiação
| Bundesliga de 1995–96          |
| ------------------------------ |
| BORUSSIA DORTMUND (5.º título) |